# Nectaire d'Optina
Nectaire d'Optina (Некта́рий О́птинский, dans le monde Никола́й Васи́льевич Ти́хонов, Nikolaï Vassilievitch Tikhonov), né à Elets en 1853 et mort le 12 mai 1928, est un hiéromoine orthodoxe russe considéré comme vénérable local depuis le 26 juillet 1996, et dans toute l'Église avec d'autres moines d'Optina depuis le 16 août 2000; c'était un starets.

## Biographie
Nikolaï Tikhonov naît dans une famille pauvre d'Elets dans le gouvernement d'Oriol. Son père Vassili travaille chez un meunier et meurt tôt. Sa mère Hélène meurt lorsque le jeune garçon a onze ans. Il travaille alors dans une échoppe et vers dix-sept ans devient jeune commis.  

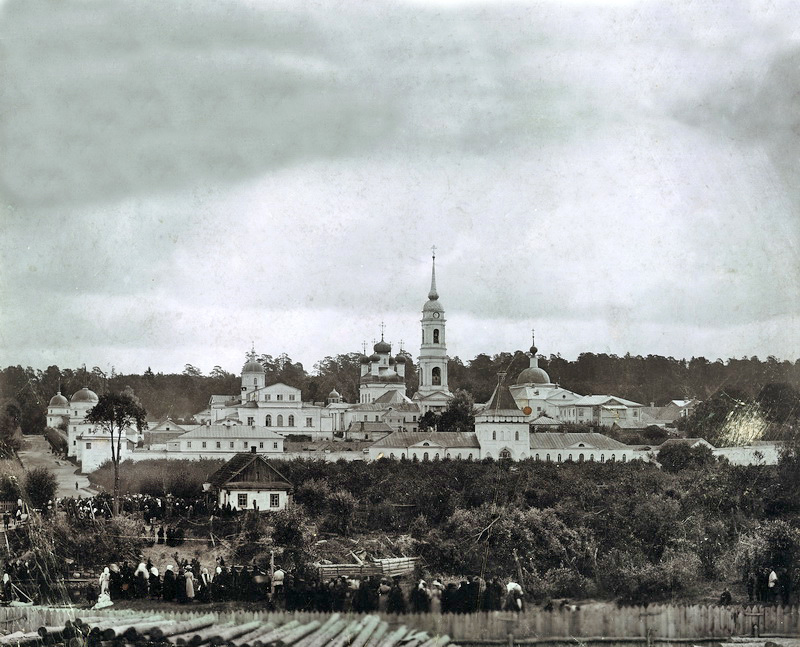
Le monastère d'Optina.

Il entre en 1873 au grand monastère d'Optina où il devient novice et fils spirituel du starets Ambroise d'Optina, prenant le nom de Nectaire, et décidant de rester à l'ermitage. Son héritier spirituel est le vénérable Anatole (Zertsalov). Sous la direction de ses mentors, il grandit vite spirituellement. Il prononce ses vœux le 14 mars 1887 et est ordonné hiérodiacre le 19 janvier 1894, et quatre ans plus tard hiéromoine par l'archevêque de Kalouga. En 1912, les frères le choisissent comme starets.
En avril 1920, il accède à la grande skhima. Il compte parmi ses fils spirituels le futur saint Agapit (von Taube).
Après la fermeture définitive du monastère en 1923, le Père Nectaire est arrêté. Après sa sortie de prison, il demeure à Plokhino, puis au village de Kholmichtchi (oblast de Kalouga) au sein d'une famille paysanne.  .
Nectaire meurt à l'âge de 75 ans le 12 (29) avril 1928 et est enterré au cimetière du village. Après que le monastère d'Optina est rendu à l'Église orthodoxe, le 16 juillet 1989, on procède à la translation des reliques du vénérable Nectaire.